# 功曹 (官名)
功曹，漢代以降的官職名，通常屬於郡守的幕僚，主要職掌人事，也可以評議政務。
漢朝有功曹一職，屬於官員的屬官，尤其是太守的幕僚，負責選拔有功之人的工作。此官職在北朝以後發生轉變，多稱功曹參軍，屬於一種拘捕惡人的官職，類似現在的警察局長。唐代時，郡中功曹改稱司功，諸王幕府中的功曹稱功曹参军。宋代時廢。

## 脚注
1. ↑  《佛光大辭典》 功曹。原為漢代之官職名稱，司掌書史等務，隸屬郡吏，北齊之後設立「功曹參軍」，為防止社會枉非之職官，相當於今日之警察首腦；於佛教中，轉指起諸煩惱之根本無明心。《四十二章經》（大一七‧七二三中）：「佛謂之曰：『若斷陰不如斷心，心為功曹，若止功曹，從者都息。邪心不止，斷陰何益？』」